# Абразивоструйщик

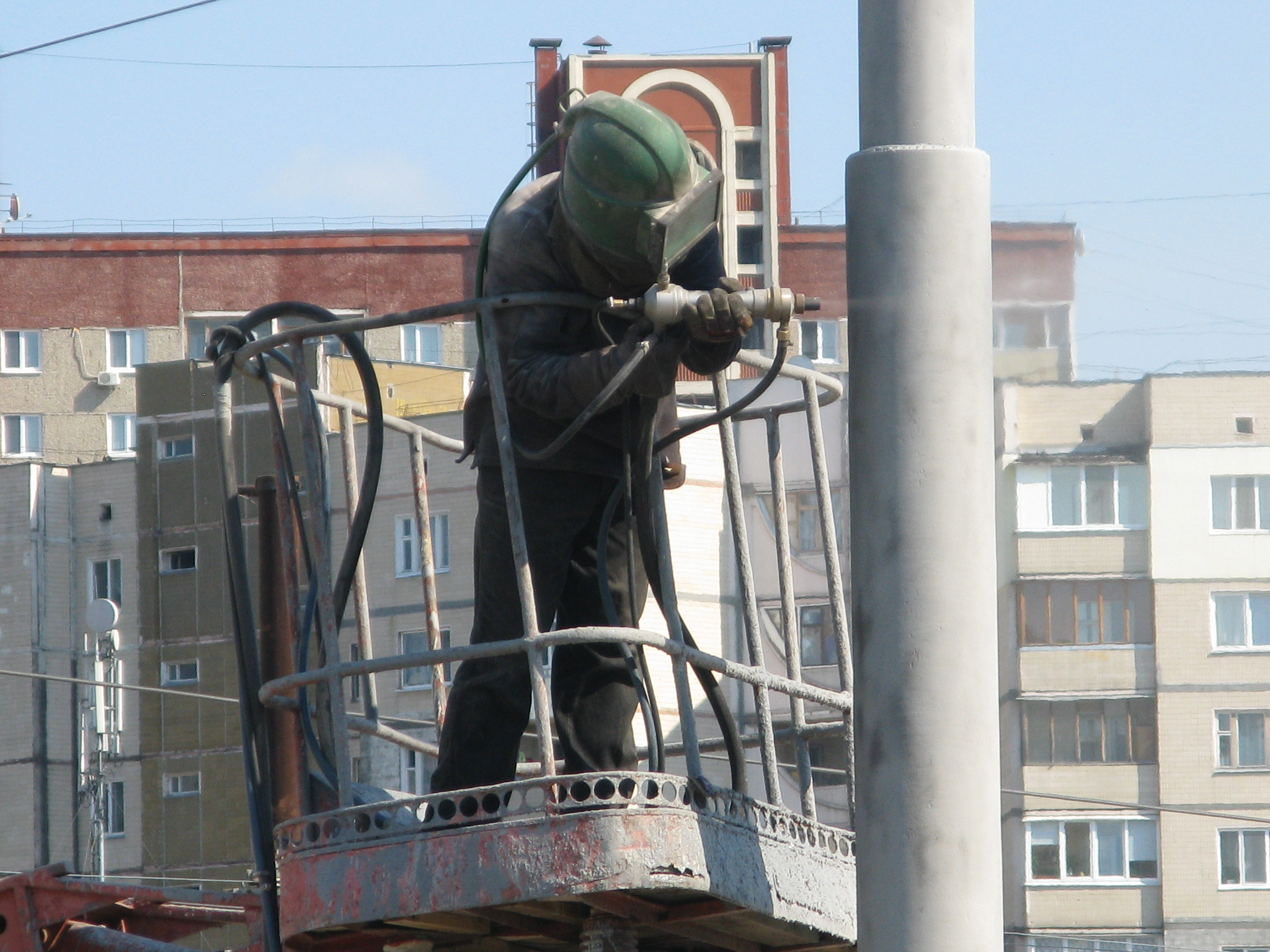
Пескоструйная очистка металлического столба

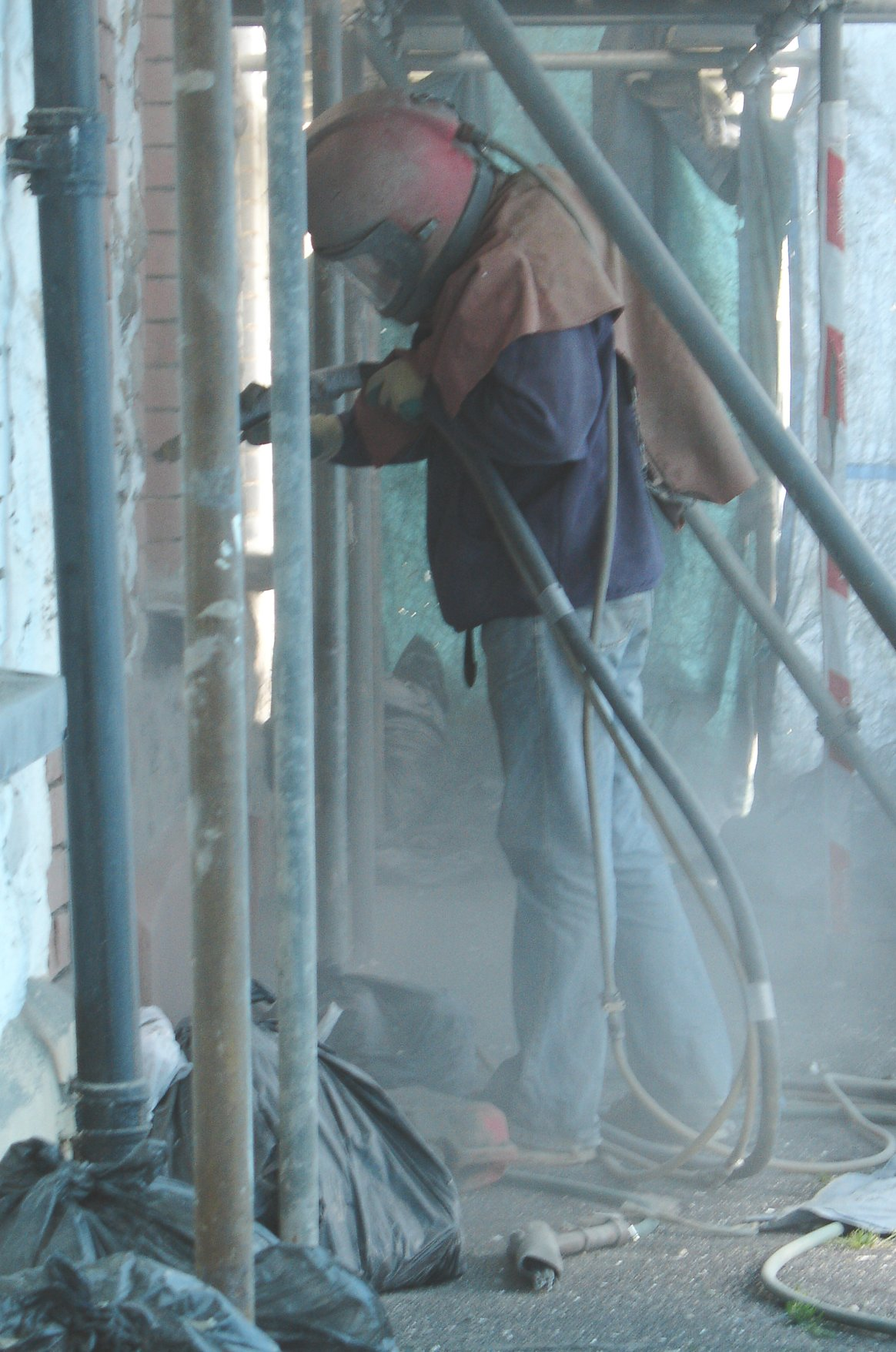
Пескоструйная очистка каменной стены

Оператор абразивоструйной очистки (пескоструйщик) — человек обрабатывающий поверхность при помощи воздушно-абразивной струи, подаваемой по рукаву через сопло под высоким давлением. Внешне, процесс схож с поливом газона или мойкой машины с помощью поливочного шланга.
Код профессии по ОКПДТР:
| Код   | КЧ | Наименование профессии | Диапазон тарифных разрядов | Код выпуска ЕТКС | Код по ОКЗ |
| ----- | -- | ---------------------- | -------------------------- | ---------------- | ---------- |
| 16540 | 0  | Пескоструйщик          | 3-4                        | 3                | 7138       |

## Профессиональные заболевания
При длительном проведении пескоструйной обработки без использования специальных средств защиты пескоструйщика — защитного шлема с принудительной подачей очищенного воздуха — пескоструйщик приобретает силикоз лёгких.

## Средства индивидуальной защиты
Оператору нужно защищать органы дыхания, слуха, глаза, кожу.
Абразивные частицы разгоняются до скорости более 650 км/час, поэтому необходимо обеспечить полную защиту оператора. Если при такой скорости абразивный поток случайно заденет человека, это может привести к серьёзным телесным повреждениям или даже смерти.
В качестве средств индивидуальной защиты необходимо применять соответствующую обувь, специальный костюм пескоструйщика, кожаные рукавицы, пескоструйный шлем с принудительной подачей чистого воздуха.

### Шлем
Защита головы оператора является приоритетной мерой обеспечения безопасности при струйной очистке.
При абразивоструйной очистке операторы используют шлем с принудительной подачей воздуха, изготавливаемый из ударопрочного пластика и обрезиненный снаружи. Воздух, поступающий в шлем, очищается от масляных паров, пыли и капель с помощью фильтров с активированным углём. Картриджи для фильтров нужно регулярно проверять и по необходимости заменять. Во многих европейских странах использование полностью закрывающих голову шлемов с подачей воздуха и созданием положительного давления закреплено законодательно. Шлемы должны соответствовать требованиям CEN 271 «Защитные респираторные средства» (1995) и удовлетворять строгим требованиям по защите органов зрения от абразива, слуха от избыточного шума и органов дыхания от пыли, возникающей при струйной очистке. В России большинство фирм, в целях экономии, использует обычный противогаз.
Для защиты органов зрения важно использовать заменяемые стёкла обзора, потому что отскакивающий абразив царапает их, что приводит к ухудшению видимости, и требуется замена стекла.

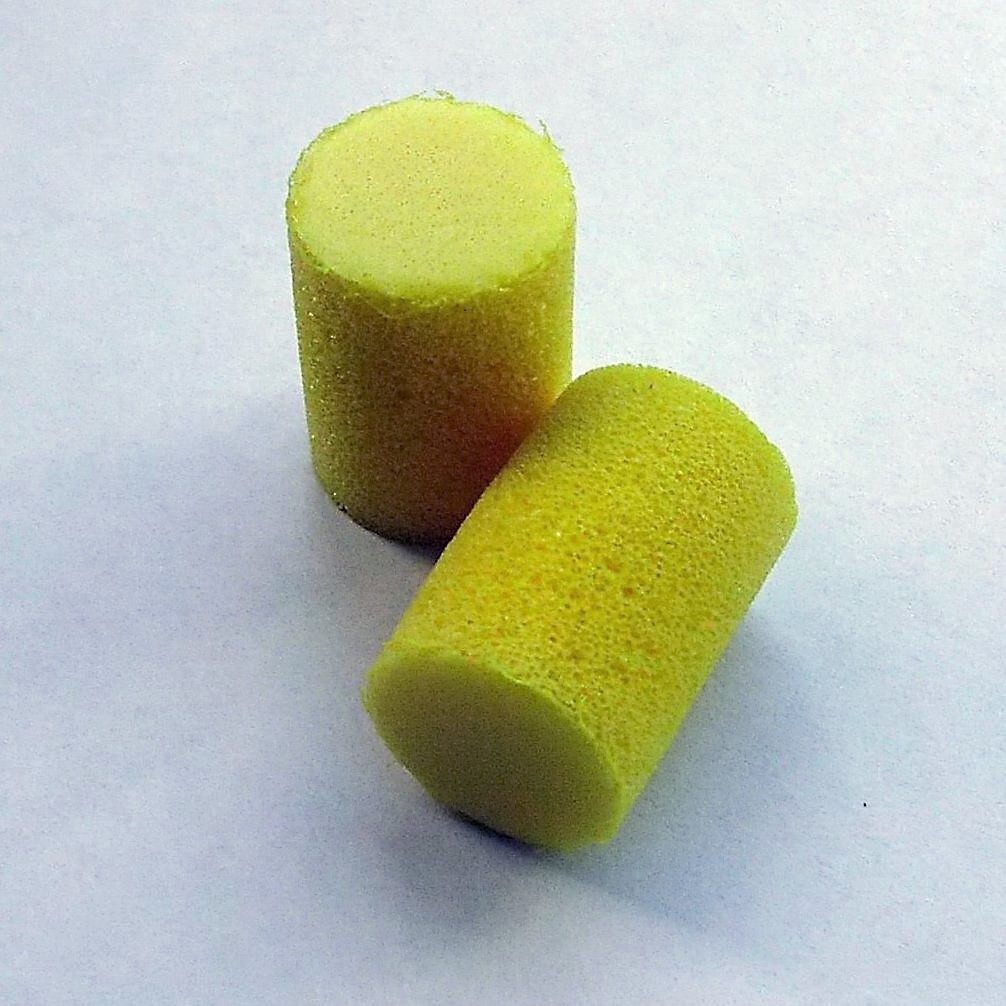
Простые беруши.

В зависимости от объёма потребляемого воздуха, используемого материала и места работы уровень шума может достигать 110 децибел и выше. Защиту слуха можно обеспечить берушами или наушниками.

### Костюм
Защитные костюмы или спецодежда, перчатки и обувь требуются для защиты оператора от повреждений, и их необходимо носить даже в жаркую или влажную погоду, когда они могут быть особенно неудобны для ношения.

## Техника работы оператора абразивструйной очистки
Существует три основных момента абразивоструйной очистки: 
- расстояние до поверхности;
- угол атаки;
- время обработки.

### Расстояние до поверхности
Расстояние до поверхности — расстояние от сопла абразивоструйного аппарата до обрабатываемого изделия. Чем меньше расстояние до поверхности, тем большей мощностью очистки обладает система, но при этом обрабатываемая область будет меньше. В зависимости от удаляемого материала, существует определённое соотношение между мощностью очистки и производительностью при выборе расстояния до поверхности. Когда должны быть удалены въевшиеся материалы, такие как вторичная окалина, расстояние до поверхности должно быть небольшим, порядка 30 см. Расстояние до поверхности может быть увеличено до 60 см в случае удаления менее грубых материалов, таких как старая краска. При первичной очистке поверхности вы должны работать на отдалении, чтобы определиться с оптимальным расстоянием для достижения эффективного результата с наименьшей потерей времени.

### Угол атаки
Необходимо определить оптимальный угол атаки — угол нахождения сопла по отношению к обрабатываемой поверхности. Для удаления ржавчины, вторичной окалины или коррозии угол атаки должен быть 80–90 градусов, для удаления старой краски — 45–60 градусов, а для обычной очистки — 60–70 градусов. Небольшой угол атаки позволяет избежать запылённости и обеспечивает лучший обзор. Для того чтобы лучше видеть обрабатываемую поверхность в замкнутых пространствах, требуется освещение. Очень важно менять направление бластинга, обращая внимание на расстояние до поверхности и угол наклона. Совершая горизонтальные и вертикальные движения, нужно держать сопло параллельно обрабатываемой поверхности, избегая дугообразных движений. В то же время необходимо сохранять оптимальный угол наклона. И наконец, следует ограничить расстояние движения сопла за один проход по обрабатываемой поверхности во время очистки. Среднее расстояние одного прохода составляет 75 см. Плавные движения сопла напоминают движения при работе с распылителями краски, когда происходит ровное покрытие поверхности.

### Время обработки
Время обработки — количество времени, затраченного на очистку единицы поверхности. При очистке не въевшихся, поверхностных загрязнений время обработки единицы поверхности будет минимальным. При удалении въевшихся, стойких загрязнений время обработки увеличивается до нескольких секунд. Поэтому скорость очистки не будет одинаковой. При очистке неровных поверхностей необходимо изменять расстояние до поверхности, угол наклона и время обработки.
Струйная очистка — опасная работа, при проведении которой требуется не только хорошо оснастить и защитить операторов, но и хорошо их обучить. Обучение правильному использованию и обслуживанию оборудования — основной фактор политики безопасности, что позволит предотвратить несчастные случаи при работе с абразивоструйными аппаратами.